# Fizika čvrstog stanja
Fizika čvrstog stanja je grana fizike koja proučava strukturu tvari u čvrstome stanju (krutine) te s pomoću kvantne fizike istražuje svojstva i procese u kristalnome i amorfnome obliku tvari, svojstva kristalizirane tvari i pojave vezane uz promjene fizikalnih veličina (primjerice temperature, tlaka, dimenzija i oblika mikrokristala, broja i vrste defekata u kristalnoj rešetki i drugo). Zakonitosti utvrđene za kristaliziranu tvar primjenjuju se djelomično i na amorfne krutine ili smjese kristalne i amorfne tvari te visokoviskozne tekućine (primjerice fotoosjetljiva stakla, krute polimere, keramiku i drugo). Mikroskopska teorija čvrstog stanja primjena je kvantne mehanike na čvrsto stanje. Njezini rezultati uspješno tumače kvalitativne razlike među različitim čvrstim tijelima, a u mnogim slučajevima omogućuju i kvantitativni pristup svojstvima tih tijela. Budući da je čvrsto stanje sustav od velikog broja atoma, teorija čvrstog stanja služi se nizom približenja (aproksimacija). Tako se pretpostavlja da se ponašanje atomskih jezgara i elektrona može opisivati nezavisno. Pri razmatranju gibanja jezgara ne uzima se u obzir gibanje elektrona, tj. atomi se promatraju kao cjeline. Takav je pristup opravdan za objašnjenje nekih mehaničkih i termodinamičkih svojstava koja potječu od međusobnoga elastičnoga vezivanja atoma. Razmatraju li se elektronska stanja, uzima se da atomske jezgre miruju. Ta je pretpostavka u znatnoj mjeri opravdana jer se u normalnim okolnostima elektroni gibaju znatno brže nego jezgre koje su mnogo veće mase od elektrona. Kako su za svojstva čvrstog stanja najvažniji valentni elektroni, promatraju se samo ti elektroni, a utjecaj elektrona u dubljim elektronskim ljuskama uzima se u obzir kroz njihov doprinos električnom polju oko jezgara. Pretpostavlja se da u prvom približenju (aproksimaciji) svaki valentni elektron može biti opisan vlastitom valnom funkcijom. Razvile su se dvije metode u opisivanju međudjelovanja (interakcije) valentnih elektrona: atomska aproksimacija i aproksimacija slobodnim elektronima.

## Atomsko približenje ili aproksimacija
U atomskoj aproksimaciji čvrsto tijelo promatra se kao agregat atoma koji su dovedeni na male udaljenosti jedni od drugih, ali su zadržali svoju punu individualnost. Valentni elektroni u toj aproksimaciji vezani su uz određene jezgre, a prema tome ona u osnovi opisuje stanje dielektrika, kao što su ionski kristali, ali i sva druga čvrsta tijela koja u nepobuđenom stanju nemaju vodljivih elektrona. Budući da se pretpostavlja gibanje valentnih elektrona po identičnim orbitama, njihovi se energetski spektri podudaraju. Model kojim se koristi atomska aproksimacija omogućava da se na osnovi poznatih elektrostatičkih sila među ionima u rešetki izračunaju energija veze ionskih kristala, mehanička i termodinamička svojstva i difuzija u ionskoj rešetki. Na osnovi tog modela dobro se opisuju i pobuđena stanja atoma u izolatoru. Izolator može apsorbirati svjetlost određene valne duljine, a da pritom ne postane fotovodljiv. No elektromagnetsko zračenje dovoljno velike energije (svakako konačne) oslobađa elektrone iz njihovih atomskih ili molekularnih orbitala na isti način kao pri ionizaciji atoma ili molekula. Tako se objašnjava fotovodljivost.
Izolator u čvrstom stanju može u kristalnoj rešetki sadržavati primjese stranih atoma ili neke druge defekte. Elektroni koji se nalaze uz defekte nisu vezani istim silama kao elektroni koji se nalaze uz regularne atome. Oni imaju drukčija pobuđena stanja i drukčije ionizacijske potencijale. Ako su ti ionizacijski potencijali niži nego ionizacijski potencijali elektrona u čistoj tvari, fotovodljivost supstancije koja sadrži primjese određena je u prvom redu prisutnim primjesama. Većina fotovodljivih čvrstih tvari koje se praktički upotrebljavaju tog su tipa. Ako je već toplinska energija dovoljna za oslobađanje elektrona primjesa, tvar se vlada kao poluvodič s primjesnom vodljivošću. Vladanje poluvodiča s vlastitom vodljivošću također se tumači na taj način: toplinske promjene (fluktuacije) na sobnoj temperaturi uzrokuju ionizaciju regularnih atoma rešetke.

### Približenje ili aproksimacija slobodnim elektronima
U aproksimaciji slobodnim elektronima polazi se od pretpostavke da valentni elektroni u čvrstom stanju nisu lokalizirani uz pojedine atome, nego se gibaju po cijelome makroskopskom volumenu. Njihovo gibanje kroz periodički potencijal kristalne rešetke zapravo se sastoji od uzastopnih prolazaka kroz potencijalne barijere, pa ih za razliku od slobodnih elektrona u vakuumu treba karakterizirati efektivnom masom različitom od stvarne mase. Moguće energije tih elektrona tvore kvazikontinuirana područja, takozvane energetske zone, koje se tvore od velikog broja vrlo blizu raspoređenih energetskih nivoa. Energetske zone vuku podrijetlo od diskretnih nivoa individualnih atoma; kad se atomi približuju na razmak čvorova u kristalnoj rešetki, interakcije među atomima uzrokuju pomak i cijepanje energetskih nivoa elektrona, a također i njihovo širenje u zone, jer u kristalnoj rešetki s N jednakih i jednako raspoređenih atoma energetski su nivoi N puta degradirani. Zonama su obuhvaćena moguća energetska stanja elektrona; širina zona iznosi od 1 do 10 eV. Iznos energije u svakom stanju određen je svojstvima kristala: simetrijom rešetke, međuatomskm razmacima i prostornim rasporedom potencijala u elementarnoj ćeliji. Moguća stanja čine takozvane dopuštene zone, a energetski intervali među njima nazivaju se zabranjenim zonama. Raspored elektrona po nivoima u zonama određen je Fermi-Diracovom statistikom; u nepobuđenu stanju (na temperaturi bliskoj 0 K) elektroni popunjavaju sve nivoe niže od Fermijeva nivoa. Potpuno pune i potpuno prazne zone ne mogu sudjelovati u vodljivosti, nego se vanjskim poljem mogu ubrzavati samo elektroni iz djelomično ispunjenih zona. Ispunjene zone nazivaju se i valentnim zonama, a prazna zona iznad valentnih zona naziva se vodljivom zonom.

### Zonska teorija čvrstog stanja
Zonska teorija čvrstog stanja daje zadovoljavajuća objašnjenja za širok raspon vodljivosti čvrstih tijela (od 108 S/m za metale do 10–17 S/m za dobre izolatore), fotovodljivost, utjecaj primjesa na vodljivost poluvodiča, mehanička, optička i djelomično toplinska i magnetska svojstva čvrstih tijela. Tijela kojima je Fermijev nivo u dopuštenoj zoni vodiči su, jer je kod njih najviša zona uvijek samo djelomično ispunjena, tj. ta tijela uvijek imaju vodljive elektrone; tijela kojima Fermijev nivo pada u zabranjenu zonu ili su izolatori ili poluvodiči.
Defekti kristalne rešetke uzrokuju pojavu lokalnih energetskih nivoa u zabranjenoj zoni. Ako se pri neutralnom stanju defekta na njihovu lokalnom nivou nalazi elektron, nivo se naziva donornim, a ako se elektron ne nalazi akceptornim. Zbog tolinskih gibanja donorni nivoi mogu davati elektrone u vodljivu zonu, a akceptorni nivoi primati elektrone iz valentne zone. Zato donorne primjese u poluvodičima uzrokuju elektronsku vodljivost, a akceptorne primjese šupljinsku vodljivost. Time se primjesna vodljivost razlikuje od vlastite vodljivosti, u kojoj sudjeluje uvijek isti broj elektrona i šupljina. 

## Primjena
Glavne pojave koje se ispituju u fizici čvrstog stanja promjene su vodljivosti u rasponu temperatura od apsolutne nule do tališta i usto vezani učinci ili efekti (vodljivost; supravodljivost; poluvodiči; izolator; fotoelektrični učinak; magnetizam; kondenzirana tvar).

### Vodljivost
Vodljivost je fizikalna veličina koja opisuje utjecaj materijala na prijenos električnoga naboja, topline ili magnetskoga polja.

#### Električna vodljivost
Električna vodljivost (znak G) električnog vodiča od homogenoga materijala duljine l, ploštine poprječnoga presjeka S, dana je izrazom:
{\displaystyle G=\gamma \cdot {\frac {S}{l}}}
gdje je: γ - električna provodnost materijala; recipročna je vrijednost električnoga otpora; mjerna je jedinica simens (S).

#### Toplinska vodljivost
Toplinska vodljivost (znak G) opisuje prijenos topline kroz tvar vođenjem, količnik je toplinskoga toka (ɸ) kroz tvar i temperaturne razlike ΔT između dviju točaka:
{\displaystyle G={\frac {\phi }{\Delta T}}}
recipročna je vrijednost toplinskoga otpora; mjerna je jedinica vat po kelvinu (W/K).

#### Magnetska vodljivost
Magnetska vodljivost (znak Λ) šipke ili žice, ploštine poprječnoga presjeka S i duljine l, dana je izrazom: 
{\displaystyle \Lambda =\mu \cdot {\frac {S}{l}}}
gdje je: μ - magnetska permeabilnost; recipročna je vrijednost reluktancije (magnetskoga otpora) magnetskoga kruga; mjerna je jedinica henri (H).

### Supravodljivost
Supravodljivost je stanje pojedinih tvari koje se na niskim temperaturama očituje u nestanku njihova električnoga otpora, prolasku električne struje kroz tanku izolatorsku barijeru unutar njih bez električnoga otpora (Josephsonov učinak - Brian Josephson) i lebdenju magneta iznad njihove površine (Meissnerov učinak - Walther Meissner). Supravodǉivost je kvantnomehanička pojava i ne može se objasniti klasičnom fizikom. Tipično nastaje u nekim materijalima na jako niskim temperaturama (nižim od -200 °C).

### Poluvodiči
Poluvodiči su materijali kojima je električna provodnost manja od provodnosti vodiča, a veća od provodnosti izolatora. Primjena poluvodiča u elektronici osniva se na mogućnosti promjene električne provodnosti u širokim granicama, bilo promjenom sastava materijala, bilo primjenom vanjskih utjecaja. Električna svojstva poluvodiča određuje njihova atomska struktura. Na temperaturi apsolutne nule (T = 0 K) valentni elektroni, elektroni s najvećim energijama u atomima poluvodiča, popunjavaju sve energije valentnoga pojasa elektronskih energijskih stanja i vezani su za matični atom.
S porastom temperature raste energija elektrona. U vodiču se valentni i vodljivi pojas preklapaju, pa je broj slobodnih elektrona koji vode električnu struju vrlo velik. U poluvodičima i izolatorima valentni i vodljivi pojas elektronskih energijskih stanja odvojeni su zabranjenim pojasom s energijama koje elektroni ne mogu poprimiti. Oslobađaju se samo oni elektroni koji imaju dovoljno energije da preko zabranjenoga pojasa prijeđu u vodljivi pojas elektronskih energijskih stanja. Širina zabranjenoga pojasa u izolatorima toliko je velika da u vodljivom pojasu elektronskih energijskih stanja gotovo nema elektrona. Elektroni ostaju vezani za matične atome i u izolatorima nema nosilaca električne struju.
U poluvodičima je širina zabranjenoga pojasa elektronskih energijskih stanja manja. Na sobnoj temperaturi, vrlo mali, ali nezanemariv broj elektrona ima dovoljnu energiju da se oslobodi matičnog atoma i iz valentnoga preskoči u vodljivi pojas elektronskih energijskih stanja. Elektroni u vodljivom pojasu slobodno se gibaju unutar poluvodiča i mogu voditi električnu struju. U atomima koje su elektroni napustili nastaju praznine (nazivaju se šupljinama) koje mogu popunjavati elektroni susjednih atoma, ostavljajući pritom šupljine u atomima iz kojih dolaze, pa se šupljine gibaju kao pozitivno nabijeni elektroni. Uz kretanje slobodnih elektrona kroz materijal, uspostavlja se i kretanje elektrona preko šupljina. Niz prelazaka elektrona preko šupljina može se jednostavnije promatrati kao kretanje šupljina u suprotnome smjeru. Slobodni elektroni i šupljine zajedničkim se imenom nazivaju nositeljima naboja. U poluvodiču bez primjesa jednak je broj slobodnih elektrona i šupljina.
U elektronici silicij je najčešće korišteni poluvodički materijal. Atomi silicija imaju po 4 valentna elektrona. Vežu se međusobno u dijamantnu kristalnu strukturu, s rasporedom u kojem je svaki atom okružen s četiri susjedna atoma. Snažna kovalentna veza među atomima temelji se na stvaranju elektronskih parova, a pritom svaki atom dijeli svoje valentne elektrone s 4 susjedna atoma.

#### Čisti ili intrinsični poluvodiči
Čisti ili intrinsični poluvodiči sastoje se samo od atoma osnovnoga materijala, to jest samo od istovrsnih atoma. U takvu se poluvodiču elektroni i šupljine stvaraju u parovima, pa je koncentracija slobodnih elektrona u vodljivome pojasu jednaka koncentraciji šupljina u valentnome pojasu. Zbog toga je i električna provodnost čistoga silicija mala (σ = 1,56 mS/m) i graniči s električnom provodnošću izolatora. S porastom temperature, koncentracije nositelja električnoga naboja eksponencijalno rastu i električna se provodnost čistoga poluvodiča povećava. Nositelji električnog naboja mogu se u poluvodiču stvarati i apsorpcijom optičkog ili, općenitije, elektromagnetskog zračenja (fotogeneracija nositelja). Obrnuto, zarobljivanjem slobodnog elektrona u nepopunjenu valentnu vezu, to jest njegovim vraćanjem iz vodljivoga pojasa u valentni, oslobađa se energija zračenja. Ti se učinci koriste u pretvorbi električne u optičku energiju i obrnuto.

#### Primjesni ili ekstrinsični poluvodiči
Primjesni ili ekstrinsični poluvodiči nastaju dopiranjem, to jest dodavanjem primjesa željenih svojstava u čisti poluvodič. Primjese koje mijenjaju električnu provodnost atomi su elemenata s valencijom za jedan većom ili manjom od atoma poluvodiča. Za silicij su takve primjese atomi peterovalentnih ili trovalentnih elemenata. Ako se u strukturu čistoga poluvodiča ugrade atomi peterovalentnih elemenata (na primjer fosfora, arsena ili antimona), tada se njihova četiri valentna elektrona kovalentno vežu s elektronima četiriju susjednih silicijevih atoma. Peti valentni elektron slabo je vezan, na sobnoj se temperaturi oslobađa i ulazi u vodljivi pojas. Takvi peterovalentni atomi koji daju elektrone nazivaju se donori. Poluvodiči dopirani donorima imaju mnogo elektrona, kojima koncentracija n odgovara koncentraciji donora, a malo šupljina. Ako se, međutim, kao primjese koriste atomi trovalentnih elemenata (na primjer bor), tada tri valentna elektrona sudjeluju u kovalentnoj vezi sa susjedna tri silicijeva atoma, a veza s četvrtim silicijevim atomom ostaje nepopunjena. Nju popunjava elektron susjednog atoma, čime nastaje šupljina. Takvi trovalentni atomi koji primaju elektrone nazivaju se akceptori. Poluvodiči dopirani akceptorima imaju mnogo šupljina, kojima koncentracija p odgovara koncentraciji akceptora, a malo elektrona. Od dva moguća tipa slobodnih nositelja naboja (elektroni i šupljine), većinskim se naziva onaj nositelj kojega u poluvodiču ima više. Poluvodiči u kojima su većinski nositelji naboja elektroni nazivaju se poluvodičima n-tipa, a poluvodiči u kojima su većinski nositelji naboja šupljine poluvodičima p-tipa.
Silicij se kontrolirano dopira u širokim granicama, s koncentracijama primjesa od 1014 do 1021 atoma/cm3. Razmjerno koncentracijama primjesa, mijenja se i koncentracija većinskih nositelja. Posljedica je toga promjena električne provodnosti silicija od 102 do 106 S/m. Poput vodiča, primjesni se poluvodiči odlikuju negativnim temperaturnim koeficijentom električne provodnosti.

#### Elementarni poluvodički materijali
Elementarni poluvodički materijali su oni u kojima su svi atomi iste vrste, kao što su to elementi silicij i germanij. U početku je najzastupljeniji poluvodički materijal bio germanij a danas je u elektronici najčešći poluvodički materijal silicij, i to zbog svojega prikladnog temperaturnog područja, niske cijene, jednostavnosti i uvedenosti tehnoloških procesa te prihvatljivih radnih brzina. U siliciju se izrađuje najveći broj poluvodičkih elektroničkih elemenata, ali i najsloženiji integrirani krug. Najčešće se rabi u obliku monokristala, a katkad i kao polikristal (za izradbu elektroda pojedinih elemenata) te kao amorfni silicij (za izradbu sunčanih baterija).

#### Složeni poluvodički materijali
Složeni poluvodički materijali uglavnom su binarni, i to građeni od spojeva trovalentnih i peterovalentnih elemenata (takozvani III–V poluvodiči), odnosno dvovalentnih i šesterovalentnih elemenata (II–VI poluvodiči). Primjeri su prve vrste galijev arsenid (GaAs), galijev fosfid (GaP), indijev fosfid (InP) i indijev antimonid (InSb), a primjeri druge vrste kadmijev sulfid (CdS) i cinkov sulfid (ZnS). Često im se dodaje i malena količina trećeg elementa, čime nastaju ternarni poluvodički materijali, na primjer aluminij-galij-arsenid (AlxGa1–xAs). Pritom x označuje udjel u kojem, u galijevu arsenidu, aluminijevi atomi zamjenjuju galijeve atome. Galijev arsenid ponajviše se rabi za poluvodičke elemente velikih brzina. U tom se materijalu izvode i manje složeni, ali vrlo brzi integrirani krugovi. Uz ostale složene poluvodičke materijale, služi i za izradbu fotoelektroničkih elemenata.

### Izolatori
Izolator (njem. isolator < franc. isolateur < tal. isolatore) je tvar ili predmet koji sprječava ili bitno smanjuje dodir, protok, povezivanje, utjecaj ili fizikalno djelovanje. U elektrotehnici, konstrukcijski element električnih vodova te energetskih i telekomunikacijskih postrojenja, koji nosi i učvršćuje električne vodiče a ujedno ih električki izolira od ostalih dijelova konstrukcije. Izvedbe izolatora normizirane su, s propisanim dimenzijama i svojstvima. Za energetske električne vodove i postrojenja izolator mora odgovarati određenim tehničkim zahtjevima s obzirom na mehaničku čvrstoću, čvrstoću na električni proboj i preskok, toplinsku otpornost (radi moguće pojave električnoga luka), postojanost prema utjecaju okoline (u prvom redu vlage). Za izradbu izolatora najčešće se upotrebljava porculan određenih kvaliteta (elektroporculan), kaljeno staklo i keramički materijali (na primjer steatit).

### Fotoelektrični učinak
Fotoelektrični učinak ili fotoefekt je djelovanje elektromagnetskih valova (infracrvenih, svjetlosnih, ultraljubičastih, rendgenskoga i gama-zračenja) na električki nabijene čestice u materiji; predaja dijela ili sveukupne energije fotona (čestica elektromagnetskoga zračenja) elektronima, protonima ili drugim česticama; pojave koje su posljedica primarnih procesa apsorpcije fotona (fotovodljivost, fotovoltni učinak, fotoluminiscencija, fotokemijski učinak i drugi). 
Upijanje ili apsorpcija energije elektromagnetskoga zračenja u materiji teče najčešće putem međudjelovanja s elektronima zbog njihove male mase. Fotoelektrični učinak je proces izbacivanja elektrona iz stacionarnih stanja u atomu, molekuli, metalu ili drugome sustavu (vanjski fotoefekt). U tom je procesu foton potpuno apsorbiran, a njegova energija (hν) utrošena na savladavanje potencijalne energije vezanja elektrona (B) i na kinetičku energiju elektrona (E), prema jednakosti koju je izveo Albert Einstein 1905.:
{\displaystyle h\cdot \nu =B+E}
U Comptonovu učinku (Arthur Holly Compton) foton u sudaru predaje dio energije elektronu i odlazi kao sekundarni foton manje energije. U širem smislu tvorba parova, proces stvaranja para elektron – pozitron prilikom međudjelovanja (interakcije) fotona s atomskom jezgrom također se smatra fotoelektričnim učinkom. Ovi procesi zbivaju se i s protonima i drugim česticama u interakcijama fotona s atomskim jezgrama (takozvani nuklearni fotoefekt). Apsorpcija fotona u nekoj tvari putem primarnih procesa ima za posljedicu različite sekundarne pojave.

#### Fotovodljivost
Fotovodljivost je smanjenje električnoga otpora izolatora ili poluvodiča kada su obasjani svjetlošću. Na primjer selenij i kadmijev sulfid (CdS) koriste se za mjerenje osvjetljenja mijenjanjem električnoga otpora. Fotovoltni učinak je proces pretvorbe (transformacije) energije fotona u električnu energiju. Kada se u prijelaznom području dviju sredina (metal – poluvodič, metal – elektrolit, n poluvodič – p poluvodič) apsorbiraju fotoni, elektroni budu prebačeni u više stanje energije (unutrašnji fotoefekt) pa se taj višak energije dobiva u obliku električne struje (fotoćelije, selenske ćelije, fotovoltni svjetlomjeri i drugo). 

#### Fotoluminiscencija
Fotoluminiscencija je proces apsorpcije fotona s pobuđivanjem elektronskih stanja, koja sa zakašnjenjem emitiraju fotone druge valne dužine (luminiscencija). Demberov učinak je fotoelektrični učinak u kristalima kada se upijanjem (apsorpcijom) svjetlosti u kristalu mijenja koncentracija slobodnih elektrona uzduž puta svjetlosne zrake. Becquerelov učinak je fotoelektrični učinak kod osvijetljenih elektroda uronjenih u elektrolit. 

#### Primjena fotoelektričnog učinka
Fotoelektrični učinak koristi se u mnoge praktične svrhe, na primjer u vakuumskim ili plinskim fotočlancima, fotootpornim člancima, fotodiodama, fototranzistorima i za izravno pretvaranje Sunčeve energije u električnu.

### Magnetizam
Magnetizam (prema magnetu koje dolazi od lat. magnes, genitiv magnetis < grč. Μαγνῆτıς λίϑος: kamen iz Magnezije) je skup pojava povezanih s magnetskim poljem i s ponašanjem tvari u magnetskom polju. Magnetska svojstva tvari potječu od magnetskih momenta atoma i njihovih međudjelovanja koja mogu stvoriti kolektivno magnetsko uređenje. Magnetizam atoma posljedica je magnetizma elektrona i atomske jezgre i njihovih međudjelovanja. Razlikuje se orbitalni magnetski moment, zbog gibanja elektrona oko atomske jezgre, i spinski magnetski moment, kao vlastito kvantnomehaničko svojstvo elektrona i jezgre. S obzirom na ponašanje u magnetskom polju, sve se tvari odlikuju svojom magnetskom permeabilnošću. Tako se mogu razlikovati dijamagnetične, paramagnetične, feromagnetične, ferimagnetične i antiferomagnetične tvari.

### Kondenzirana tvar
Kondenzirana tvar je tvar nastala kondenzacijom, tvar u kojoj atomi i molekule snažno uzajamno djeluju te se može nalaziti u tekućem ili čvrstom agregatnom stanju, a na iznimno niskim temperaturama u supravodljivoj ili suprafluidnoj fazi. Problemima i teorijom nastajanja kondenzata bavi se fizika kondenzirane tvari, unutar koje se proučavaju neka svojstva tekućina, na primjer prijelazi faza proces naparivanja i svojstva tankih slojeva, epitaksijalni rast kristala i posebno svojstva klastera atoma i molekula i niskotemperaturna fizika. Temelje te grane fizike postavio je 1916. njemački fizičar Wilhelm Nusselt (1882. – 1957.) svojom teorijom filmske kondenzacije, koju su u potpunosti potvrdili potonji pokusi. Danas se fizika kondenzirane tvari snažno razvija pa se izdvaja kao posebna grana fizike, iako je bitno vezana uz druge grane, osobito termodinamiku i fiziku čvrstog stanja.

## Vanjske poveznice
|  | Zajednički poslužitelj ima još gradiva o temi fizika čvrstog stanja |